# Совет-Сай
Совет-Сай (кирг. Совет-Сай) — село в Ала-Букинском районе Джалал-Абадской области Кыргызстана. Входит в состав Первомайского айылного аймака.

## География
Село расположено в юго-западной части области, на берегах реки Караункур, вблизи государственной границы с Узбекистаном, на расстоянии приблизительно 19 километров (по прямой) к юго-юго-западу от села Ала-Бука, административного центра района. Абсолютная высота — 867 метров над уровнем моря.

## Население
Согласно оценочным данным Национального статистического комитета Кыргызской Республики, численность населения села на начало 2023 года составляла 1131 человек.
| год     | 2009 | 2014 | 2015 | 2020 | 2021 | 2023 |
| ------- | ---- | ---- | ---- | ---- | ---- | ---- |
| человек | 1019 | 1415 | 1415 | 1219 | 1189 | 1131 |